# 론리 하츠 (영화)
《론리 하츠》(영어: Lonely Hearts)는 미국에서 제작된 토드 로빈슨 감독의 2006년 네오누아르 범죄 스릴러 영화이다. 존 트러볼타 등이 출연하였고, 보아즈 다비드손 등이 제작에 참여하였다.

## 출연진
- 존 트러볼타
- 제임스 갠돌피니
- 재러드 레토
- 살마 하예크
- 다그마라 도민치크
- 베일리 매디슨
- 로라 던
- 스콧 칸
- 마이클 개스턴
- 존 도먼
- 제이슨 그레이스탠퍼드
- 댄 버드
- 엘런 트러볼타
- 레이철 스펙터
- 앨리스 크리거
- 크리스타 캠벨
- 마이클 리스폴리

## 기타 제작진
- 공동 제작: 캐스린 히모프, 시드니 셔먼
- 라인 제작: 존 카이퍼
- 협력 제작: 앤슨 다운스, 린다 패빌라, 로라 D. 스미스
- 배역: 필리스 허프먼
- 미술: 존 게리 스틸
- 의상: 재클린 웨스트